# Parteitag der CDU Deutschlands 2014 (Dezember)
Der 27. Parteitag der Christlich Demokratischen Union Deutschlands fand am vom 9. bis 10. Dezember 2014 in Köln statt, Veranstaltungsort war die Messe Köln. Turnusgemäß wurde der Bundesvorstand neu gewählt.

## Wahlen

### Bundesvorsitz
Im ersten Wahlgang wurde Angela Merkel mit 884 Stimmen (96,72 %) wiedergewählt.

### Stellvertretende Vorsitzende
Für die fünf Positionen der stellvertretenden Bundesvorsitzenden kandidierten fünf Mitglieder.
- Volker Bouffier (854 Stimmen = 89,14 Prozent)
- Julia Klöckner (924 Stimmen = 96,45 Prozent)
- Armin Laschet (729 Stimmen = 76,1 Prozent)
- Thomas Strobl (720 Stimmen = 75,16 Prozent)
- Ursula von der Leyen (675 Stimmen = 70,46 Prozent)

### Schatzmeister
Zum Schatzmeister wurde Philipp Murmann gewählt (752 Stimmen = 99,47 Prozent).

### Weitere Präsidiumsmitglieder
Zur Mitgliedern des Präsidiums wurden gewählt.
- Annegret Kramp-Karrenbauer (763 Stimmen = 85,16 Prozent)
- Wolfgang Schäuble (758 Stimmen = 84,60 Prozent)
- David McAllister (750 Stimmen = 83,71 Prozent)
- Stanislaw Tillich (734 Stimmen = 81,92 Prozent)
- Karl-Josef Laumann (688 Stimmen = 76,79 Prozent)
- Jens Spahn (593 Stimmen = 66,18 Prozent)
- Emine Demirbüken-Wegner (515 Stimmen = 57,48 Prozent)

### Weitere Bundesvorstandsmitglieder
In den Bundesvorstand wurden 26 Beisitzer gewählt:
- Peter Altmaier (881 Stimmen = 95,76 Prozent)
- Thomas de Maizière (857 Stimmen = 93,15 Prozent)
- Hermann Gröhe (842 Stimmen = 91,52 Prozent)
- Franz Josef Jung (793 Stimmen = 86,2 Prozent)
- Elisabeth Motschmann (714 Stimmen = 77,61 Prozent)
- Reiner Haseloff (709 Stimmen = 77,07 Prozent)
- Michael Meister (701 Stimmen = 76,20 Prozent)
- Serap Güler (699 Stimmen = 75,98 Prozent)
- Sabine Weiss (689 Stimmen = 74,89 Prozent)
- Annette Widmann-Mauz (689 Stimmen = 74,89 Prozent)
- Elmar Brok (682 Stimmen = 74,13 Prozent)
- Katherina Reiche (679 Stimmen = 73,8 Prozent)
- Otto Wulff (673 Stimmen = 73,15 Prozent)
- Monica Wüllner (662 Stimmen = 71,96 Prozent)
- Arnold Vaatz (632 Stimmen = 68,7 Prozent)
- Michael Fuchs (621 Stimmen = 67,5 Prozent)
- Regina Görner (617 Stimmen = 67,07 Prozent)
- Dagmar Schipanski (615 Stimmen = 66,85 Prozent)
- Peter Liese (608 Stimmen = 66,09 Prozent)
- Dietrich Wersich (607 Stimmen = 65,98 Prozent)
- Gudrun Heute-Bluhm (604 Stimmen = 65,65 Prozent)
- Elisabeth Heister-Neumann (602 Stimmen = 65,43 Prozent)
- Christian Baldauf (585 Stimmen = 63,59 Prozent)
- Ralf Brauksiepe (585 Stimmen = 63,59 Prozent)
- Johann David Wadephul (585 Stimmen = 63,59 Prozent)
- Elke Hannack (578 Stimmen = 62,83 Prozent)